# Hyles lalacina
Hyles lalacina är en fjärilsart som beskrevs av Wladasch. 1929. Hyles lalacina ingår i släktet Hyles och familjen svärmare. Inga underarter finns listade i Catalogue of Life.